# A Great Divide
A Great Divide is het tweede album van Suspyre, uitgebracht in 2007 door Nightmare Records.

## Track listing
1. "Forever the Voices" – 1:12
2. "The Singer" – 9:00
3. "The Spirit" – 3:19
4. "Galactic Backward Movements" – 9:50
5. "Manipulation in Time" – 8:44
6. "Resolution" – 2:11
7. "April in the Fall" – 5:43
8. "Subliminal Delusions" – 6:37
9. "Bending the Violet" – 2:31
10. "The Piano Plays At Last" – 6:02
11. "Alterations of the Ivory" – 7:42
12. "Blood and Passion" – 7:30

## Band
- Clay Barton - Zanger
- Gregg Rossetti - Gitarist & saxofonist
- Rich Skibinsky - Gitarist & toetsenist
- Andrew Distabile - Bassist
- Sam Paulicelli - Drummer